# Ujszászy István
Ujszászy István (Nagykőrös, 1894. augusztus 30. – 1948?) vezérőrnagy.
1939–42 között a VKF 2. (hírszerző és kémelhárító) osztály, 1942–44 között az Államvédelmi Központ (ÁVK) vezetője, a háborúból való kiugrás előkészítésének egyik kulcsfigurája volt. A német megszállás után az SS Biztonsági Szolgálata (Sicherheitsdienst, SD), a háború utolsó hónapjaiban az NKVD tartóztatta le. Fogolytáborba került, majd 1948 nyarán visszaszállították Magyarországra. Az ÁVH fogságában részletesen beszámolt a 2. vkf. osztály és az ÁVK teljes szerkezeti felépítéséről, működéséről, ügymenetéről, konspirációs módszereiről és legfontosabb informátorairól. További sorsa ismeretlen.
Némelyek szerint a „vitéz” cím birtokosa volt, de erre nincs bizonyíték. Ő soha nem is kérte – noha az első világháborús szereplése jogosulttá tette volna – és a vitézi rend sematizmusában sem szerepel a neve.

## Élete a második világháború előtt
Ősei között ugyanúgy találhatók dzsentrik, mint jómódú polgárok. Apja, Ujszászy Imre városi adóhivatalnok, anyja a nemesi származású Molnár Terézia volt. Az első négy osztály elvégzése után szülei a soproni honvéd főreáliskolába íratták be. 1912-ben az ausztriai Mödlingben, a császári és királyi Katonai Műszaki Akadémián folytatta tanulmányait, ahol 1914. október 15-én avatták hadnaggyá. 1915. november 1-jétől főhadnagyként szolgált.
Az első világháborúban tüzértisztként, összesen 41 hónapot töltött a fronton, ezalatt nyolc hadi kitüntetést kapott.
1920-tól a szombathelyi tüzérosztagnál szolgált. 1923. szeptember 1-jén őrnaggyá léptették elő, de mivel neve nem szerepelt a trianoni békeszerződésben engedélyezett 1750 tiszt között, ezért hivatalos besorolása szerint csak főelőadó lehetett.
1921 nyarán továbbképzésen vett részt a Ludovika Akadémián. Ezt követően a katonai hírszerzés bécsi kirendeltségére küldték, ahol a román vonalat vitte. Munkája közben végezte el – kiváló eredménnyel – a császári és királyi Konzuli Akadémia kétéves tanfolyamát.
Bécsből való visszatérte után a Honvédelmi Minisztérium VI. csoportjában teljesített szolgálatot. (A HM VI. csoportja látta el abban az időben az ugyancsak a trianoni békeszerződés tiltó rendelkezése által korábban megszüntetett Vezérkari Főnökség feladatait.) Ujszászy konkrét tevékenysége hiteles dokumentumok hiányában ismeretlen, de későbbi beosztásait tekintve feltételezhető, hogy már ekkor a 2. osztályon tevékenykedett.
1922–1924 között végezte el a Hadiakadémiát, ezzel vezérkari törzstiszt lett.
1925-ben újfent csapatszolgálatra, a 4. honvéd gyalogezredhez vezényelték.
1926-tól 1930-ig ismét a Honvédelmi Minisztériumban szolgált. A vezérkari hírszolgálatnál különleges kiképzést kapott.
Ujszászy folyékonyan beszélt németül, franciául, angolul és szerbül, így 1930-ban a párizsi katonai attasé mellé osztották be külszolgálatra.
1931. április 15-étől 1934. május 1-jéig Matuska Péter rendkívüli követ mellett, Varsóban volt katonai attasé.
1932-től őrnagyi rangban szolgált.
1934. június 16-ától 1938-ig Wettstein János rendkívüli követ mellett Prágában, katonai attaséként teljesített diplomáciai szolgálatot. Külszolgálata közben, 1935. november 1-jén alezredessé léptették elő.

## A II. világháborúban játszott szerepe
A külszolgálatokból való visszatérése után rövid időre ismét a Honvédelmi Minisztériumba vezényelték. 1939. május 1-jével ezredessé lépett elő, ugyanakkor nemzetközi tapasztalatainak, nyelvtudásának, valamint kimagasló intelligenciájának köszönhetően megbízást kapott a VKF-2 osztályának a vezetésére. Ettől a naptól a magyar katonai hírszerzés, illetve elhárítás közös csúcsszervének a vezetője lett. A M. Kir. Honvéd Hadiakadémián a hírszerzés és kémelhárítás tantárgyat oktatta.
1939-ben, a német–lengyel háború idején magas rangú lengyel tisztek – köztük a lengyel katonai ellenállás egyik vezetője, majd későbbi parancsnoka, Kazimierz Sosnkowski tábornok – nyugatra szökését segítette. A háború éveiben támogatta a német fogságból Magyarországra szökött angol és francia tisztek átcsempészését Tito partizánjaihoz.
Ujszászy nem hitt a német győzelemben, sokkal inkább egy a nyugati hatalmakkal is kapcsolatokat ápoló, mérsékeltebb politikával rokonszenvezett.
1939. szeptember 6-án, Drezdában találkozott Wilhelm Canaris tengernaggyal, az Abwehr főnökével. Mivel Canarisnak éltek Budapesten rokonai, akiket balkáni útjai során, átutazóban rendszeresen meglátogatott, a személyes találkozó a későbbiekben többször megismétlődött.
1940 augusztusában katonai szakértőként vett részt a magyar–román tárgyalásokon Szörényvárban.
1942. április 1-jén Horthy Miklós kormányzó vezérőrnaggyá nevezte ki. Bár rendfokozata alapján Ujszászy hadosztályparancsnoki frontbeosztásra számíthatott volna, a politikai vezetés mint különlegesen fontos figurát Budapesten tartotta. Június 26-án bízták meg az akkor megalakított, a belső biztonság csúcsszervének számító ÁVK (Államvédelmi Központ) irányításával, egyúttal áthelyezték a Belügyminisztériumba. Az újonnan létrehozott ÁVK székhelyét a Belügyminisztérium várbeli épületének III. emeletén rendezték be. A vezérőrnagy legfőbb feladata a katonai, rendőri és csendőri nyomozó hatóságok munkájának összehangolása volt.
Ebben az időszakban az ÁVK az erősödő háborúellenes mozgalom fókuszában álló Történelmi Emlékbizottság semlegesítésére koncentrált. Több száz kommunista szimpatizánst tartóztattak le, és állítottak kémkedés, illetve hazaárulás vádjával katonai bíróság elé. Ügyükben fellebbezésnek helye nem volt. Az elítéltek között szerepelt Schönherz Zoltán is, és bár a vezérőrnagy megpróbált érdekében közbenjárni, nem tudta megmenteni az életét.
Az Ujszászy István tábornok figurája körüli misztikus elemeket csak növelte a kor ünnepelt filmszínész-énekesnője, Karády Katalin iránt érzett erős vonzalma, akit el is jegyzett, s a háború után házasságukat tervezték. A művésznő kérésére hozatta haza a legnagyobb Karády-slágerek szövegíróját, G. Dénes Györgyöt az ukrajnai munkaszolgálatból.
1943 februárjában beosztásából adódóan Berlinben számos, a nürnbergi perekben később elítélt, hírhedt háborús főbűnössel is találkozott, köztük Heinrich Müller SS-Gruppenführerrel, a Birodalmi Biztonsági Főhivatal (RSHA) IV. hivatalának, a Gestapónak a vezetőjével, az V. hivatalt (bűnügyi rendőrség) vezető Arthur Nebe SS-Gruppenführerrel, valamint Ernst Kaltenbrunnerrel, az RSHA vezetőjével.
Ujszászy a háború alatt több alkalommal kapott kitüntetéseket a német, az olasz, a bolgár, a horvát, az észt és a japán szövetségesektől.
1943 elején Kállay Miklós miniszterelnök tájékoztatta a tábornokot a bizonytalan magyar béketapogatózásokról. Közölte vele, hogy őt szemelték ki a rendkívül kényes és fontos közvetítői feladatra. A vezérőrnagy 1943 márciusában Rómában találkozott Bastianinival, az olasz vezérkar hírszerző főnökével. Visszatérte után, többek előtt kijelentette: fordulat várható a kétséges olasz helyzetben, majd hozzátette; „ha a német hadsereg összeomlana, … az olaszok is az angolok mellett lesznek, s ugyanott van a helye Magyarországnak is.”
Májusban Ujszászy két, magyar útlevelekkel Isztambulba küldött volt szerb tiszt révén vette fel a kapcsolatot a királypárti Draža Mihajlović tábornokkal. A magyar kormány az üzenetben a tábornok hadseregének támogatását ajánlotta fel, egyúttal elítélte az újvidéki vérengzést, s ígéretet tett a felelősök megbüntetésére. Bár a javaslatot az emigráns kormányfő – az angolok behatására – elutasította, a kapcsolat fennmaradt a magyar katonai szervek és Mihajlović között. A szerb tábornok ezt követően nemcsak információkat, gyógyszereket és kötszereket, de fegyvereket is kapott Magyarországtól.
Az év közepén Horthy személyes parancsára szervezte meg Ujszászy a Gestapo körözési listájának élén álló, a bochniai gettóban bujkáló belzi csodarabbi, Áháron Rokéách, és testvére, Mordecháj kimenekítését a német megszállás alatt álló Lengyelországból. A két rabbi szakállát és pajeszát leborotválták, és elfogott orosz tábornokoknak álcázták őket, mint akiket Budapestre szállítanak kihallgatásra. Megérkezésük után még nyolc hónapon keresztül, 1944 januárjáig bújtatták őket, végül a két szökevény a szükséges iratokkal ellátva, a Románián át Törökországba induló Orient Expresszen hagyta el az országot.
Augusztusban Mussolini bukása, illetve letartóztatása után Ujszászy tábornok ismét felvette a kapcsolatot az olasz katonai vezérkar hírszerző, illetve elhárító osztályával, akik időközben aktív kapcsolatot alakítottak ki az angolszász hatalmakkal. Már újabb római útja is felmerült, de ezt a németek szeptemberi bevonulása megakadályozta.
A vezérkar főnöke, Szombathelyi Ferenc vezérezredes utasítására 1943 szeptemberében az Ujszászy tábornokot, valamint Kádár Gyula vezérkari ezredest (a VKF-2 osztály akkori főnökét) képviselő Hátszegi-Hatz Ottó alezredes azzal a céllal utazott Isztambulba, hogy tájékoztassa a Nyugatot: Magyarország kész függetlenné válni Németországtól, amennyiben azt a szövetségesek támogatnák. Hatz október 1-jén kapott egy az OSS-szel való kapcsolattartáshoz szükséges rádiót, valamint az Egyesült Államokkal megkötendő hírszerzési együttműködésről szóló megállapodás tervezetét.
Az OSS titkosítás alól a '90-es évek elején feloldott dokumentumai szerint Ujszászy egy tízfős tiszti csoport tagjaként rendszeresen adatokat szolgáltatott a nyugati szövetségesek számára. Az információk kiterjedtek a német hadi-ellátásra termelő magyar üzemek statisztikai adataira, a magyar nyersolaj-kitermelésre és finomításra, a törökök magyarországi vaseladására, az orosz fronton levő magyar hadosztályok létszámára, felszereltségére és harci moráljára, valamint az orosz hadifoglyok Magyarországra szállítására. Több országban tevékenykedő hálózatának munkájára támaszkodva e hírszerző szolgálat 1944-ben már a német csapatmozgásokról is szolgáltatott adatokat az amerikaiaknak. A magyarok az OSS ügynökeinél két hónappal előbb jelezték a leválást megakadályozandó, Bulgáriába irányított német egységek és nehézbombázók mozgását.
Hozzáférhető dokumentumok hiányában Ujszászy konkrét szerepe máig tisztázatlan, de annyi bizonyos, hogy egy évvel később, 1944 őszén az OSS kelet-európai szervezetének társigazgatója az isztambuli OSS főnökétől az Egyesült Államok védelmének kiterjesztését kérte tíz, az amerikai hírszerzést rendszeresen adatokkal ellátó magyarra, s ezen a listán ott szerepel a vezérőrnagy neve is. Konspirációjuk nem maradt rejtve a nácik előtt; Wilhelm Höttl, a Gestapo külföldi hírszerzésének vezetője a tábornokot fő ellenfélnek nevezte.
1944. február 23-án a kiugrásra tett utolsó diplomáciai kísérletként egy futár érkezett Isztambulba, aki közvetlen kapcsolatba lépett az angolokkal. A magyar kormány e futár révén ajánlotta fel, hogy akár az angolok közvetítésével, akár anélkül tárgyalásokba kezd a szovjetekkel a keleti fronton harcoló csapatai kapitulációjáról, valamint hogy élelemmel és egyéb eszközökkel támogatást biztosít Tito partizánhadseregének. Az angolok úgy döntöttek, hogy áprilisban titkos küldöttséget indítanak Magyarországra. Ujszászy tábornokra, valamint Kádár Gyula ezredesre hárult a feladat, hogy előkészítsék az angol küldöttség útját és elszállásolását, illetve hogy kidolgozzák az együttműködés további részleteit.
Ugyancsak a vezérőrnagy tárgyalt a „Sparrow Mission” fedőnevű, március 17-én Magyarországra ledobott, háromtagú amerikai ejtőernyős küldöttség tagjaival, de ez a német bevonulás előtt három nappal már nem bírt különösebb jelentőséggel. A németek besúgóik révén meglehetősen pontosan ismerték a kiugrási terveket, az azok előkészítésében részt vevő magyar tiszteket árulóknak tekintették.
Április 14-ei jelentésében Dr. Edmund Veesenmayer SS-Brigadeführer, a teljhatalmú birodalmi megbízott dühödten követelte Ujszászy tábornok és Kádár Gyula ezredes, valamint több más katonatiszt és politikus azonnali eltávolítását. Mivel a magyar katonai vezetés vonakodott megválni e két, több szempontból is kulcsfontosságúnak tekintett törzstisztjétől, az SD április 17-ről 18-ra virradóra letartóztatta őket, valamint Kern Károly hírszerző tisztet, Kádár Gyula hadsegédjét. Foglyaikat a Gyorskocsi utcai fogházba szállították, és megkezdték kihallgatásukat. (Ugyanekkor vették őrizetbe Karády Katalin színésznőt, Ujszászy menyasszonyát is.) Veesenmayer április 18-val, illetve 19-vel keltezett távirati jelentéseiben „Kémtevékenység” címszó alatt számolt be berlini feletteseinek a letartóztatásokról. Április 24-ei táviratában a birodalmi megbízott árulónak nevezte Ujszászy tábornokot.
Horthy Miklós kormányzó egy Hitlernek írott levelében kérte kiadatásukat, és hogy tetteikért Magyarországon vonhassák őket felelősségre, de a németek vonakodtak elengedni foglyaikat, csak júniusban adták át őket a magyar hatóságoknak. A megromlott egészségű tábornokot a Róbert Károly krt. 44. alatti, 10. számú honvéd helyőrségi kórházba szállították, ahol a magyar hadbíróság megkezdte kihallgatását. A kihallgatások alatt több alkalommal is szövetséges bombatámadás érte Budapestet, ezek egyike során a tábornok állítólag idegrohamot kapott. Július elejére mindnyájan szabadlábra kerültek. A felbőszült németek ekkor Kern őrnagyot ismét letartóztatták. Ujszászy csak a szerencséjének köszönhette, hogy villája ablakából meglátta az őrizetbe vételére érkező németeket, így még éppen meg tudott szökni előlük. A kormányzó testőrei a Kapisztrán téri Nádor-laktanyában helyezték el.
A Honvéd Vezérkar főnöke, Vörös János intézkedése nyomán Ujszászy tábornokot és Kádár Gyulát személyi őrizet alá helyezték. Ott tartózkodásuk második napján két, felfegyverzett SS-ekkel megrakott teherautó állt meg a laktanya előtt. A helyszínre érkező Lázár Károly vezérőrnagy, a testőrség parancsnoka riadót rendelt el, és bezáratta a laktanya kapuját. Kijelentette, hogy amennyiben szükséges, lövetni fog a németekre. A következő, rendkívül feszült órákban a tábornok újabb idegrohamot kapott. Fegyveres konfliktusra végül nem került sor, a németek éjfél körül elmentek. A vezérőrnagy a Nádor-laktanyából már könnyebben tarthatta a kapcsolatot a kormányzósággal, még vendéget is fogadhatott, de az épületet – elvileg – nem hagyhatta volna el. Ujszászy szeptember elejére elintézte, hogy Lázár Károly vezérőrnagy szállíttassa át őket a hűvösvölgyi Műszaki Akadémia épületébe. Ettől kezdve ismét aktívan részt vett a kiugrási kísérletek előkészítésében.
Szeptemberre Horthy belátta, hogy ha meg akarja menteni az országot a pusztulástól, kénytelen közvetlen tárgyalásokba kezdeni az ország határaihoz egyre közelebb nyomuló szovjetekkel. E törekvést elősegítendő, Ujszászy és Kádár Gyula megszervezték a Moszkva, valamint az illegális kommunisták érdekeit képviselő Rajk László, a parasztpárti Kovács Imre és ifjabb Horthy Miklós titkos találkozóját. A kiugrási kísérletben – mivel orientációjukkal már mindketten dekonspirálódtak a megszálló németek előtt – csak periferiális szerep juthatott számukra. A fegyverszüneti delegáció Faragho Gábor vezérezredes vezetésével indult Moszkvába. Október 11-én aláírták a szovjetekkel az előzetes fegyverszüneti feltételeket.
Október 2-án vádindítványt adtak ki a volt vezérkari főnök, Szombathelyi Ferenc, Ujszászy István vezérőrnagy, Kádár Gyula ezredes, Kern Károly őrnagy és más, a nyugati béketapogatózásokban érintett katonai vezetők ellen. Formálisnak tekinthető haditörvényszéki tárgyalásukra október 13-án és 14-én került sor. A vádindítvány szerint a gyanúsítottak egy különbéke előkészítése érdekében vették fel a kapcsolatot a Magyarországgal szemben álló angolszász hatalmakkal, melynek következtében a német véderő kénytelen volt megszállni az országot. A vádlottakat végül felmentették, de a vezérkar főnöke a nyilas hatalomátvétel miatt már nem erősíthette meg az ítéletet.
Október 15-én végleg kudarcba fulladt a kiugrási kísérlet. A németek által elrabolt fiával sakkban tartott Horthy ugyan még bejelentette a fegyveres harcok beszüntetését a rádióban, de másnap kénytelen volt lemondani, és átadni a hatalmat Szálasi Ferencnek. Az október 16-ai, nyilas hatalomátvételt követően Ujszászy tábornok bujkálni kényszerült, rövid ideig a svéd követségen talált menedékre. 1945. január 18-án a nyilasok – több más magyar tábornokkal egyetemben – hűtlenség vádjával lefokozták, majd szökés címén elfogatóparancsot adtak ki ellene.
Február 5-én a szovjet államvédelem akkori csúcsszerve, az NKVD tartóztatta le (egyes források szerint a tábornok önként adta fel magát, egy másik, kevésbé valószínűsíthető változat szerint a németek egy fogolycsere révén szolgáltatták ki). Előbb a hírhedt Butirszkaja börtönbe, majd a Moszkva melletti, krasznogorszki fogolytábor 27-es lágerébe hurcolták. Itt az 1-es számú különleges, azaz tiszti zónában, a legféltettebb foglyok között őrizték.

## A háborút követő évek
1946 tavaszán súlyosbodó cukorbetegsége miatt a tábori kórházba került.
Dokumentumok hiányában meglehetősen homályos, hogy pontosan mi történt, annyi azonban tény, hogy a háborús bűnösök nürnbergi perében a szovjetek Ujszászy írásos vallomására támaszkodva igyekeztek bizonyítani a magyar és a német vezérkar Kassa bombázására, mint Magyarország háborúba lépésének kiprovokálására szőtt állítólagos összeesküvését. A tábornok személyesen nem jelent meg a nemzetközi bíróság előtt, ezért – ahogy Szegedy-Maszák Aladár, a Külügyminisztérium politikai osztályának egykori vezetője találóan fogalmazott – „a vallomás szavahihetőségét és hitelességét Ujszászy akkori helyzete nem erősíti meg”.
Valószínűleg az abban az időben alakuló magyar állambiztonsági szervek vezetőinek kérésére szállították vissza a szovjetek 1948 nyarán Magyarországra, ahol „Fekete Iván” fedőnéven tartották őrizetben. Kihallgatása augusztus 19-étől szeptember 18-áig tartott. A vezérőrnagy pontos képet adott a VKF-2 és az ÁVK teljes szerkezeti felépítéséről, működéséről, ügymenetéről, konspirációs módszereiről és legfontosabb informátorairól. 17 füzetnyi terjedelemben, összesen 54 témakört átölelő leírással szolgált a magyar politikai elit személyes és háborús törekvéseiről. (Az eredeti, kézírásos füzetek a Belügyminisztérium II/11. osztályának irattárában, a 71-5363/1-6 iktatási szám alatt, hat nagy iratgyűjtőben kerültek megőrzésre.) A későbbiekben ezek az adatok visszaköszöntek a Horthy-korszak vezetőinek népbírósági pereiben.
Az utolsó, befejezetlen füzet végén, egy számozás nélküli oldalon Ujszászy tábornok Péter Gáborhoz, az ÁVH főnökéhez címzett, 1948. december 10-ével keltezett levele olvasható:

„Mélyen tisztelt Altábornagy Úr!
Csatolom a 17. füzetet, mely tárgykör hiányában már nem telt meg. Nagyon köszönöm a szép nyakkendőt.
Nem tudom, hogy lesz-e alkalmam személyesen búcsút venni. Engedje meg, hogy ezúton hálás köszönetet mondjak azon korrekt, szívélyes, előzékeny magatartásáért, amiben részesített.
Nem szívesen válok meg altábornagy Úrtól, akivel nagyon szerettem volna együtt dolgozni. Így jövőm és szabadságom irányában bizonytalanságban, nyugtalanságban vagyok.
Még egyszer sokszor köszönök mindent, őszinte tisztelője.
1948. december 10-én.
Fekete Iván”

Farkas Vladimir, egykori ÁVH-s főtiszt visszaemlékezése szerint Péter Gábor kénytelen volt átadni Ujszászyt a HM Katonapolitikai Osztályának, akik székhelyükre, a Bartók Béla út 26. sz. alatti Hadik laktanyába szállították. A Katonapolitikai Osztály élén ekkor a SZMERS, a szovjet katonai elhárítás által beszervezett Pálffy György állt. Helyettese, a hírszerzés ezredesi rangban álló vezetője az a Gát Zoltán, egykor Jugoszlávia területén tevékenykedő horthysta felderítőtiszt volt, akit a szovjetekhez való átállása után ugyancsak beszerveztek. Bár ez csak feltevés, de elképzelhető, hogy mivel az ÁVH-nál ekkor még nem volt érezhető a folyamatos szovjet beavatkozás, Moszkva a Katpol élén álló ügynökein keresztül pecsételte meg a vezérőrnagy sorsát.
Ujszászy István tábornokot a szélsőbaloldali diktatúra vádemelés és tárgyalás nélkül tüntette el. A Katonapolitikai Osztály volt párttitkára úgy tudta, az ÁVH egy zuglói, Ilka (akkor Nürnberg) utcai villájában verték agyon, de később kiderült, hogy az adott időpontban onnan elszállított koporsóban nem a vezérőrnagy holtteste volt. Egyes források szerint Kelet-Németországba vitték, mások szerint visszaadták a szovjeteknek, de létezik olyan feltételezés is, mely szerint öngyilkosságba kényszerítették. Halálának módja, vagy pontos dátuma, illetve földi maradványainak helye jelenleg ismeretlen.

## Ujszászy tábornok feljegyzéseinek utóélete
Az államvédelem fogságában keletkezett Ujszászy-feljegyzések jóval a tábornok halála után is felhasználásra kerültek. Rákosi Mátyás 1949-es kiadású, Építjük a nép országát című könyvében a Habsburg-vezetésű Duna-monarchia mint katolikus államszövetség létrehozása kísérletének vádját a tábornok állítólagos levelére hivatkozva igyekezett igazolni. A levél eredetiségét szakértők kétségbe vonják.

Az Ujszászy-feljegyzések egyes információit még az 1956-os forradalom leverését követő megtorlások során is felhasználtak. Az iratok jelentőségét mutatja, hogy 1960-ban – máig ismeretlen okokból – az egész anyagot legépeltették.

## Megjegyzés
Ujszászy István vezérőrnagy pályafutását, életét rengeteg legenda, megbízhatatlan adat övezi, amelyek tisztázása számos tekintetben még várat magára. E misztikus elemek helyet kaptak Benedek István Gábor életrajzi ihletésű regényében, valamint a Bacsó Péter rendezésében készült Hamvadó cigarettavég című játékfilmben is. A tábornok pályafutásával kapcsolatos, történetileg megbízhatónak értékelhető ismeretanyagot Kovács Zoltán András történész 2007-ben, az Ujszászy fogságban írott feljegyzéseit összegző kötet [megjelent Haraszti György történész szerkesztésében] kísérőtanulmányaként összegezte és értékelte. Megállapításai számos tekintetben megkérdőjelezhetetlenül cáfolják az Ujszászyval kapcsolatban kialakult legendás történeteket.
Ujszászy István jelentős szereplő Kondor Vilmos 2010-ben megjelent bűnügyi regényében, A budapesti kémben. 
Ujszászy fogságban megír visszaemlékezéseit, vallomásait dolgozza fel Jamrik Levente Az elíziumi kém című akció-dokumentumfilmje.